# Мисс мира 2005
Мисс Мира 2005 (англ. Miss World 2005) — 55-й ежегодный конкурс красоты, проводился 10 декабря 2005 года в Beauty Crown Cultural Center, Санья, Китай. За победу на нём соревновалось 102 претендентки, победительницей стала представительница Исландии — Уннур Бирна Вильяльмсдоттир.

## Результаты
| Итоговый результат | Участница |
| Мисс Мира 2005     | - Исландия — Уннур Бирна Вильяльмсдоттир |
| 1-я вице-мисс      | - Мексика — Дафне Молина |
| 2-я вице-мисс      | - Пуэрто-Рико — Ingrid Rivera |
| Топ 6              | - Италия — Sofia Bruscoli - Республика Корея — Oh Eun-young - Танзания — Nancy Sumari |
| Топ 15             | - Виргинские Острова (США) — Kmisha Counts - Канада — Ramona Amiri - Индия — Sindhura Gadde - Ямайка — Terri-Karelle Griffith - Северная Ирландия — Люси Эвангелиста - Филиппины — Carlene Aguilar - Россия — Юлия Иванова - ЮАР — Dhiveja Sundrum - Испания — Mireia Verdú |

### Континентальные Королевы красоты
| Итоговый результат            | Участница                                |
| Африка                        | - Танзания — Nancy Sumari                |
| Америка                       | - Мексика — Dafne Molina                 |
| Азиатско-Тихоокеанский регион | - Республика Корея — Oh Eun-young        |
| Вест-Индия                    | - Пуэрто-Рико — Ingrid Rivera            |
| Северная Европа               | - Исландия — Unnur Birna Vilhjálmsdóttir |
| Южная Европа                  | - Италия — Sofia Bruscoli                |

### Специальные награды
Best World Dress Designer
| Итоговый результат | Участница               |
| Победительница     | - Турция — Hande Subasi |

### Выход

#### Пляжная красота
| Итоговый результат | Участница |
| Победительница     | - Россия — Юлия Иванова |
| 1-я вице-мисс      | - Молдова — Irina Dolovova |
| 2-я вице-мисс      | - Мексика — Dafne Molina |
| Топ 5              | - Канада — Ramona Amiri - Исландия — Unnur Birna Vilhjálmsdóttir |
| Топ 19             | - Бразилия — Patricia Reginato - Коста-Рика — Leonora Jiménez - Сальвадор — Alejandra Cárcamo - Гонконг — Tracy Ip - Италия — Sofia Bruscoli - Ямайка — Terri-Karelle Griffith - Кения — Cecilia Mwangi - Ливан — Lamitta Frangieh - Новая Зеландия — Kay Anderson - Филиппины — Carlene Aguilar - Словения — Sanja Grohar - ЮАР — Dhijeva Sundrum - Тринидад и Тобаго — Jenna Marie Andre - Уэльс — Клэр Эванс |

#### Мисс Талант
| Итоговый результат | Участница |
| Победительница     | - Виргинские Острова (США) — Kmisha Counts |
| Топ 5              | - Канада — Ramona Amiri - Чехия — Lucie Kralova - Италия — Sofia Bruscoli - Япония — Erina Shinohara |
| Топ 16             | - Болгария — Rositsa Ivanova - Китай — Ting Ting Zhao - Коста-Рика — Leonora Jiménez - Греция — Katerina Stikoudi - Исландия — Unnur Birna Vilhjálmsdóttir - Ямайка — Terri-Karelle Griffith - Республика Корея — Oh Eun-young - Шотландия — Эйслинг Фрил - Словения — Sanja Grohar - Тринидад и Тобаго — Jenna Marie Andre - Уганда — Precious Kabungo Mumbi |

| Группа                        | Участницы |
| Лучшее пение                  | 1. Виргинские Острова (США) — Kmisha Counts 2. Греция — Katerina Stikoudi 3. Словения — Sanja Grohar                            |
| Лучшее оригинальное изменение | 1. Италия — Sofia Bruscoli 2. Республика Корея — Oh Eun-young 3. Уганда — Precious Kabungo Mumbi · Коста-Рика — Leonora Jiménez |
| Лучший традиционный танец     | 1. Канада — Ramona Amiri 2. Шотландия — Эйслинг Фрил 3. Китай — Ting Ting Zhao                                                  |
| Лучшее музыкальное изменение  | 1. Япония — Erina Shinohara 2. Болгария — Rositsa Ivanova 3. Тринидад и Тобаго — Jenna Marie Andre                              |
| Лучший танец                  | 1. Чехия — Lucie Kralova 2. Ямайка — Terri-Karelle Griffith 3. Исландия — Unnur Birna Vilhjálmsdóttir                           |

#### Beauty with a Purpose
| Итоговый результат | Участница                         |
| Победительница     | - Республика Корея — Oh Eun-young |

#### Мисс Спорт
| Итоговый результат | Участница                       |
| Победительница     | - Азиатско-Тихоокеанский регион |
| 1-я вице-мисс      | - Вест-Индия                    |
| 2-я вице-мисс      | - Южная Европа                  |

^Спорт-награда была вручена в континентальной группе.

## Судьи
- Джулия Морли — председатель
- Дениз Перье — Мисс Мира 1953
- Энн Сидни — Мисс Мира 1964
- Лусия Петтерле — Мисс Мира 1971
- Вильнелия Мерсед — Мисс Мира 1975
- Мариасела Альварес — Мисс Мира 1982
- Юлия Курочкина — Мисс Мира 1992
- Диана Хайден — Мисс Мира 1997
- Агбани Дарего — Мисс Мира 2001
- Азра Акын — Мисс Мира 2002

## Участницы
| - Австралия — Dennae Brunow - Китай — Ting Ting Zhao - Китайская Республика — Su-Jung Hsu - Гонконг — Tracy Ip - Индия — Sindhura Gadde - Индонезия — Lindi Cistia - Япония — Erina Shinohara - Республика Корея — Oh Eun-young - Малайзия — Emmeline Ng - Монголия — Khongorzul Ganbat - Непал — Sugarika K.C. - Новая Зеландия — Kay Anderson - Филиппины — Carlene Aguilar - Сингапур — Shenise Wong - Шри-Ланка — Nadeeka Perera - Таиланд — Sirinda «Sindie» Jensen - Вьетнам — Vũ Hương Giang - Бельгия — Tatiana Silva - Чехия — Lucie Králová - Дания — Trine Lundgaard - Англия — Хаммаса Кохистани (Hammasa Kohistani) - Эстония — Laura Korgemae - Германия — Daniela Risch - Исландия — Unnur Birna Vilhjálmsdóttir - Ирландия — Aoife Cogan - Латвия — Valerija Sevcuka - Нидерланды — Monique Plat - Северная Ирландия — Люси Эвангелиста (Lucy Evangelista) - Норвегия — Helene Tråsavik - Польша — Malwina Ratajczak - Россия — Юлия Иванова - Шотландия — Эйслинг Фрил (Aisling Friel) - Швеция — Liza Berggren - Швейцария — Lauriane Gilliéron - Украина — Yulia Pinchuk - Уэльс — Клэр Эванс (Claire Evans) - Албания — Suada Sherifi - Босния и Герцеговина — Sanja Tunjić - Болгария — Rositsa Ivanova - Хорватия — Maja Cvjetković - Кипр — Orthodoxia Moutsouri - Франция — Cindy Fabre - Грузия — Salome Khelashvili - Гибралтар — Melanie Chipolina - Греция — Katerina Stikoudi - Венгрия — Semmi-Kis Tünde - Израиль — Keren Shacham - Италия — Sofia Bruscoli - Ливан — Lamitta Frangieh - Северная Македония — Milena Stanivuković - Мальта — Ferdine Fava - Молдова — Irina Dolovova - Португалия — Angela María Fonseca - Румыния — Raluca Voina - Сербия и Черногория — Dina Janković - Словакия — Ivica Sláviková - Словения — Sanja Grohar - Испания — Mireia Verdú - Турция — Ханде Субаши | - Виргинские Острова (США) — Kmisha Counts - Аруба — Sarah Juddan - Багамские Острова — Ordain Moss - Барбадос — Marielle Onyeche - Доминиканская Республика — Elisa Abreu - Гваделупа — Merita Melyna - Ямайка — Terri-Karelle Griffith - Мартиника — Moana Robinel - Пуэрто-Рико — Ingrid Rivera - Сент-Люсия — Joy Matty - Тринидад и Тобаго — Jenna Marie Andre - Аргентина — Emilia Iannetta - Боливия — Viviana Méndez - Бразилия — Patricia Reginato - Канада — Ramona Amiri - Колумбия — Erika Querubín - Коста-Рика — Leonora Jiménez - Эквадор — Marelisa Márquez - Сальвадор — Alejandra Cárcamo - Гватемала — María Inés Gálvez Close - Гайана — Jasmine Herzog - Мексика — Dafne Molina - Никарагуа — Valeria García - Панама — Anna Vaprio - Перу — Fiorella Castellano - США — Лизетт Диас (Lisette Diaz) - Уругвай — Daniela Tambasco - Венесуэла — Susan Carrizo - Ботсвана — Tshegofatso Robi - Демократическая Республика Конго — Nelly Dembo - Эфиопия — Seble Mekonnen - Гана — Inna Mariam Patty - Кения — Cecilia Mwangi - Либерия — Snorti Forh - Малави — Rachel Landson - Маврикий — Meenakshi Shivani - Намибия — Leefa Shiikwa - Нигерия — Omowunmi Akinnifesi - ЮАР — Dhiveja Sundrum - Свазиленд — Zinhle Magongo - Танзания — Nancy Sumari - Уганда — Juliet Ankakwatsa - Замбия — Precious Kabungo Mumbi |